# Microspathodon
Microspathodon és un gènere de peixos de la família dels pomacèntrids i de l'ordre dels perciformes.

## Taxonomia
- Microspathodon bairdii (Gill, 1862)
- Microspathodon chrysurus (Cuvier a Cuvier i Valenciennes, 1830)
- Microspathodon dorsalis (Gill, 1862)
- Microspathodon frontalis (Emery, 1970)
- Microspathodon frontatus (Emery, 1970)[1][2][3][4][5][6][7][8]